# GD-ROM

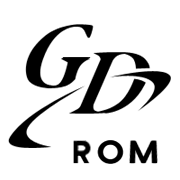
GD-ROM logo

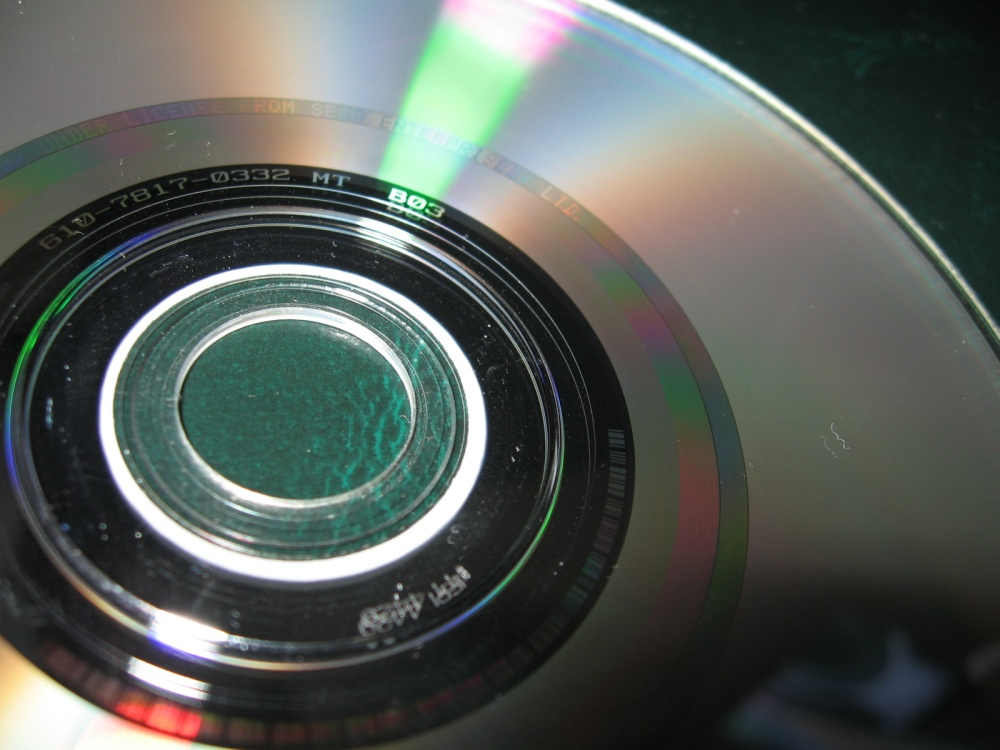
Een GD-ROM schijf

De GD-ROM is een variant op de cd-rom, gebruikt in de Sega Dreamcast en het Sega NAOMI Arcade systeem, waarbij GD staat voor Gigabyte Disc. Een GD-ROM kan circa 1,2 gigabyte data bevatten in plaats 650 tot 700 megabyte voor standaard cd-roms.
De GD-ROM is ontwikkeld voor Sega door Yamaha in 1997, en was bedoeld om de capaciteit van een cd te verhogen en illegaal kopiëren tegen te gaan, omdat het hoge-dichtheidsgedeelte niet door een normale cd-rom speler kan worden gelezen.
Sega's gebruik van dit formaat, in plaats van de nieuwere dvd-techniek, werd beschouwd als een fout die bijdroeg aan het einde van de Dreamcast. Het dvd-rom formaat had een veel grotere opslagcapaciteit dan de GD-ROM, en ondersteuning voor dvd-video. Ondanks het mislukken van de Dreamcast ging Sega door met gebruik van het GD-ROM formaat in haar arcadesysteemborden, zoals de NAOMI2, Chihiro en de Triforce.

## Gebieden
Er zijn drie verschillende gebieden op GD-ROM schijf:
- Het eerste (binnenste) spoor is in een conventioneel cd-rom formaat. Dit gebied kan door een normale cd-romspeler worden gelezen. Het bevat meestal een audiospoor met een waarschuwing dat deze schijf is bedoeld voor een Dreamcast, niet voor een conventionele cd-speler. Meestal is er ook een dataspoor dat door pc's gelezen kan worden. Dit bevat dan in het algemeen een aantal tekstbestanden die de betreffende game identificeren en soms wat bonusmateriaal betreffende de game, voor pc-gebruikers.
- Vervolgens is er een gebied zonder gegevens. Dit gebied dient alleen als grens tussen het binnenste en het buitenste deel van de schijf. In deze ring staat de tekst Produced by or under license from SEGA Enterprises LTD. Trademark SEGA.
- Het buitenspoor bevat ongeveer 1 GB aan gegevens (112 min) maar in een hogedichtheidsformaat dat niet door normale cd-lezers kan worden gelezen.

## Technisch
De GD-ROM in de Dreamcast werkt in CAV (Constant Angular Velocity) mode, anders gezegd: de schijf heeft een constante hoeksnelheid. Dit in tegenstelling tot een normale cd-rom drive, die werkt in CLV (Constant Linear Velocity) mode, waarbij de schijf met een constante baansnelheid onder de lens door draait.
De hogere gegevensdichtheid werd bereikt door de snelheid van de schijf te halveren, terwijl de standaard cd-rom-componenten in de drive op de normale snelheid werken. Hierdoor werd de capaciteit van het hogedichtheidsgedeelte bijna verdubbeld. Deze methode stelde Sega in staat om met standaard off the shelf componenten te werken toen de Dreamcast ontwikkeld werd, hetgeen beduidend goedkoper was dan speciale hardware te (laten) ontwikkelen.